# 후지드림 항공
후지드림 항공(일본어: フジドリームエアラインズ, 영어: Fuji Dream Airlines,FDA)는 2008년 6월 24일에 설립된 일본의 지역 항공사로 본사는 일본 시즈오카현 시즈오카시에 위치해 있으며 사용하고 있는 허브 공항으로는 시즈오카 공항과 나고야 비행장이 있다.

## 운항 노선
일본
- 고베 - 고베 공항
- 가고시마 - 가고시마 공항
- 고치 - 고치 공항
- 구마모토 - 구마모토 공항
- 기타큐슈 - 기타큐슈 공항
- 나가사키 - 나가사키 공항
- 나고야 - 나고야 비행장 (허브)
- 니가타 - 니가타 공항
- 마쓰모토 - 마쓰모토 공항
- 마쓰야마 - 마쓰야마 공항
- 삿포로 - 신치토세 공항
- 시즈오카 - 시즈오카 공항 (허브)
- 아오모리 - 아오모리 공항
- 야마가타 - 야마가타 공항
- 이즈모 - 이즈모 공항
- 하나마키 - 하나마키 공항
- 후쿠오카 - 후쿠오카 공항

## 보유 기종
- 2019년 12월 기준으로 후지드림 항공은 다음과 같은 기종을 보유하고 있다.[1]

## 사진

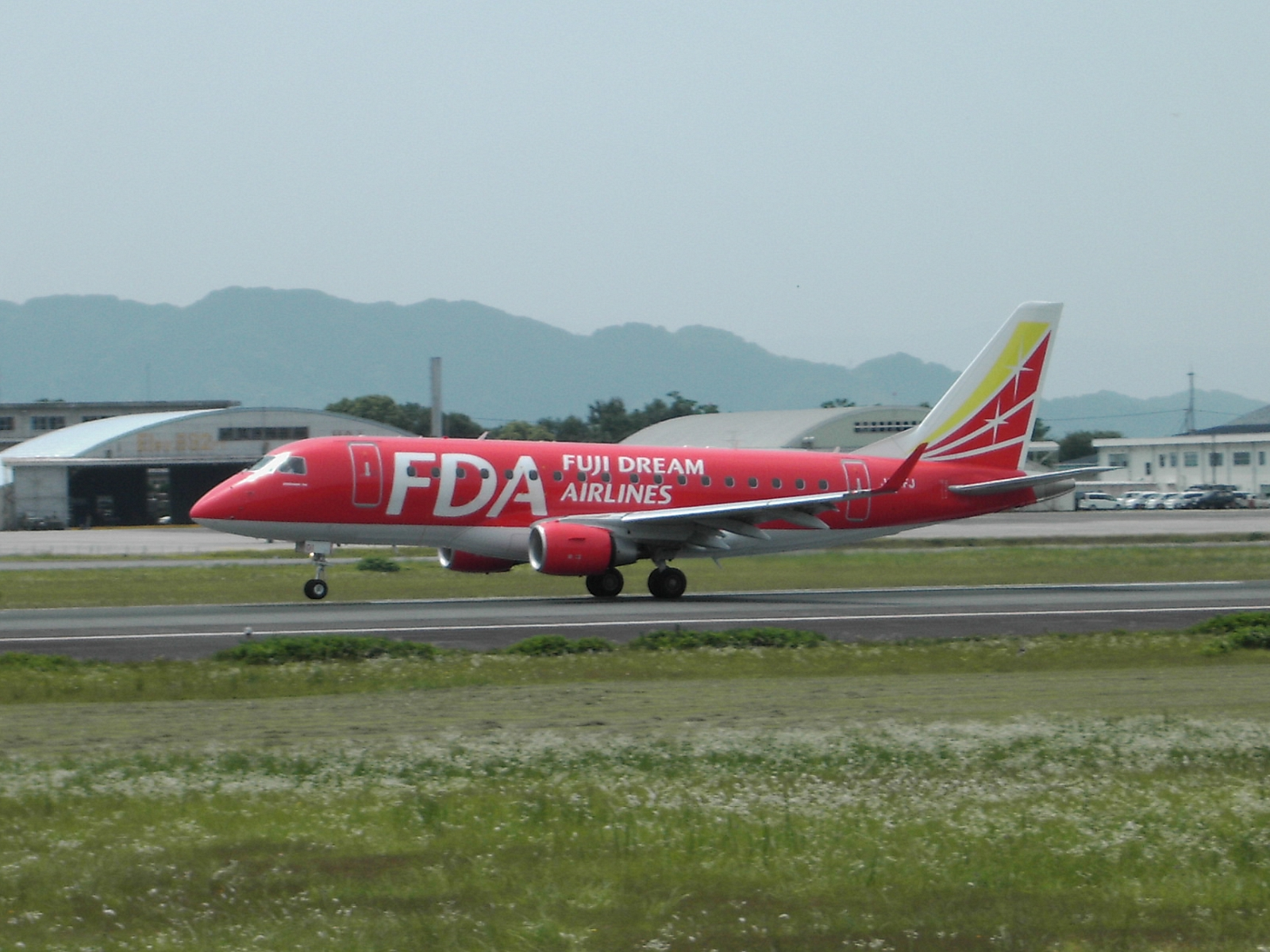
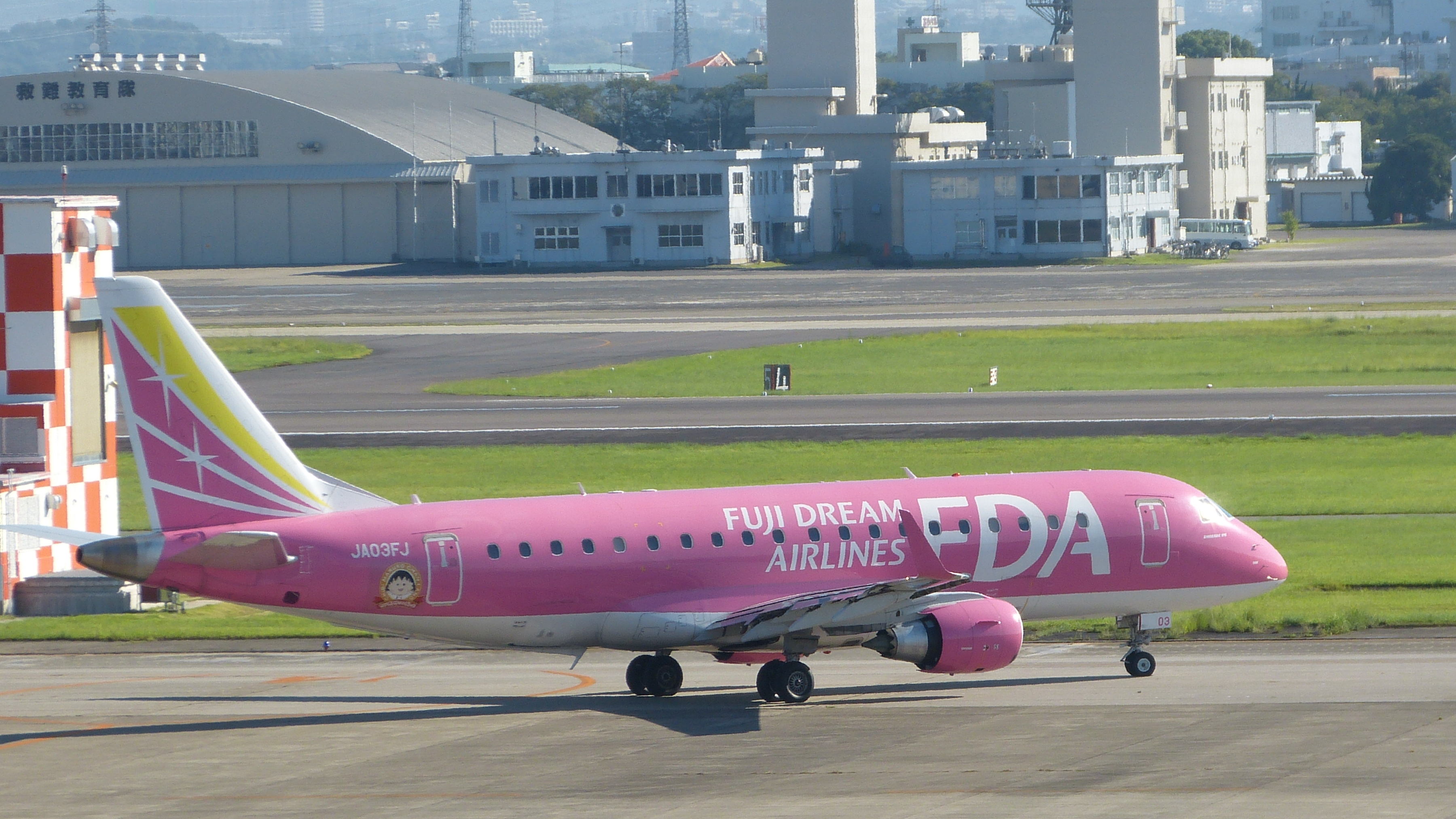
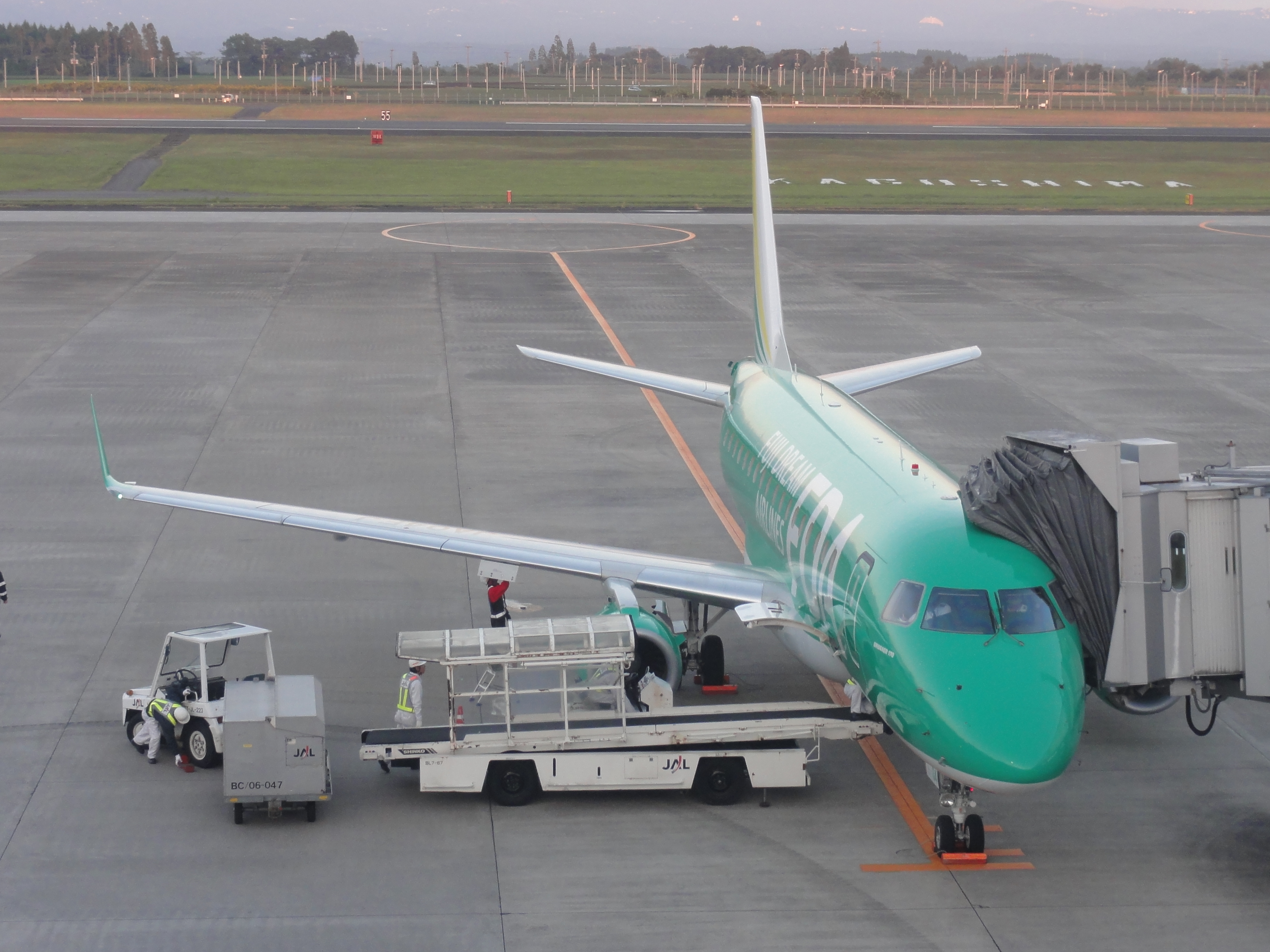
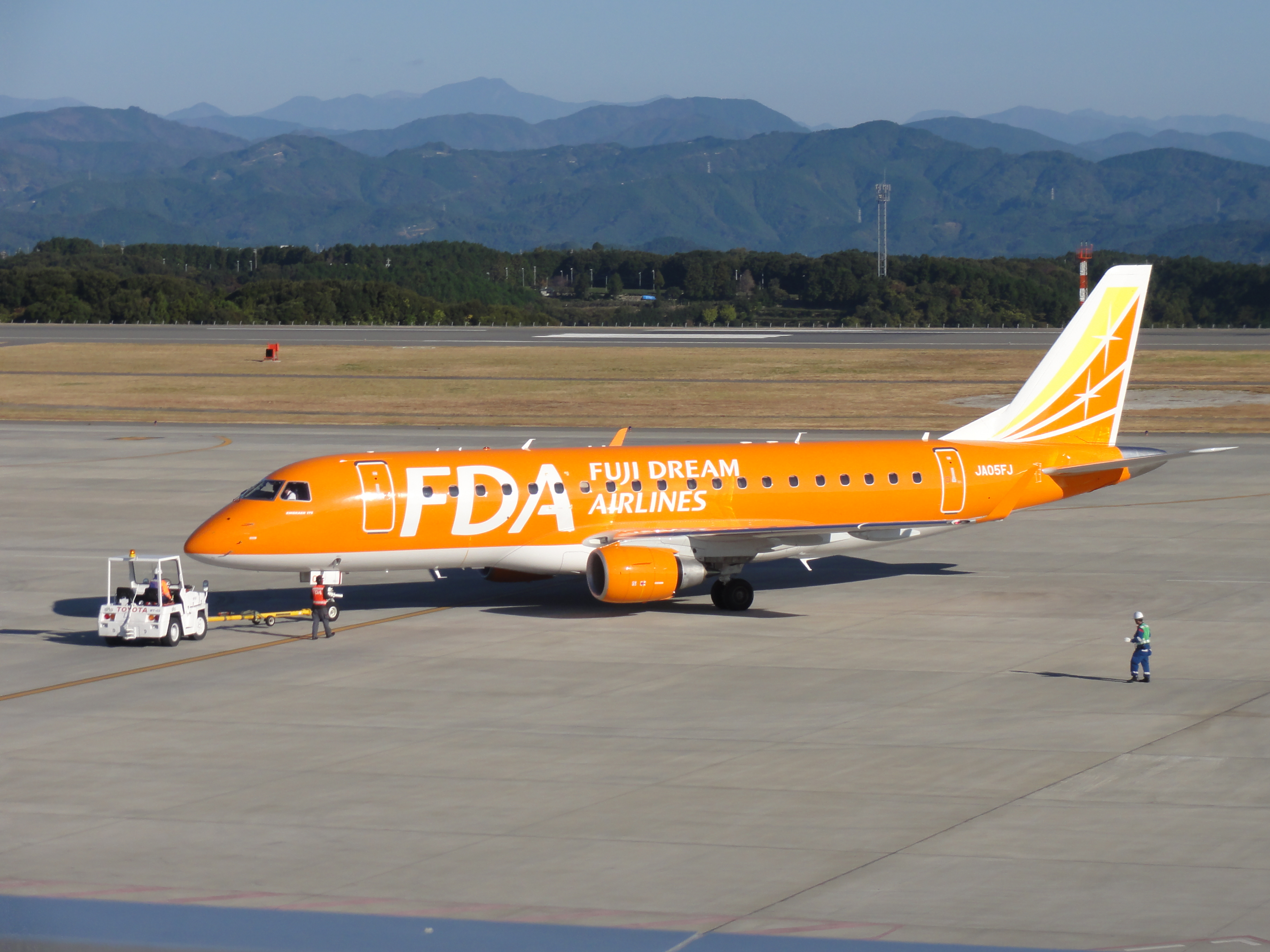
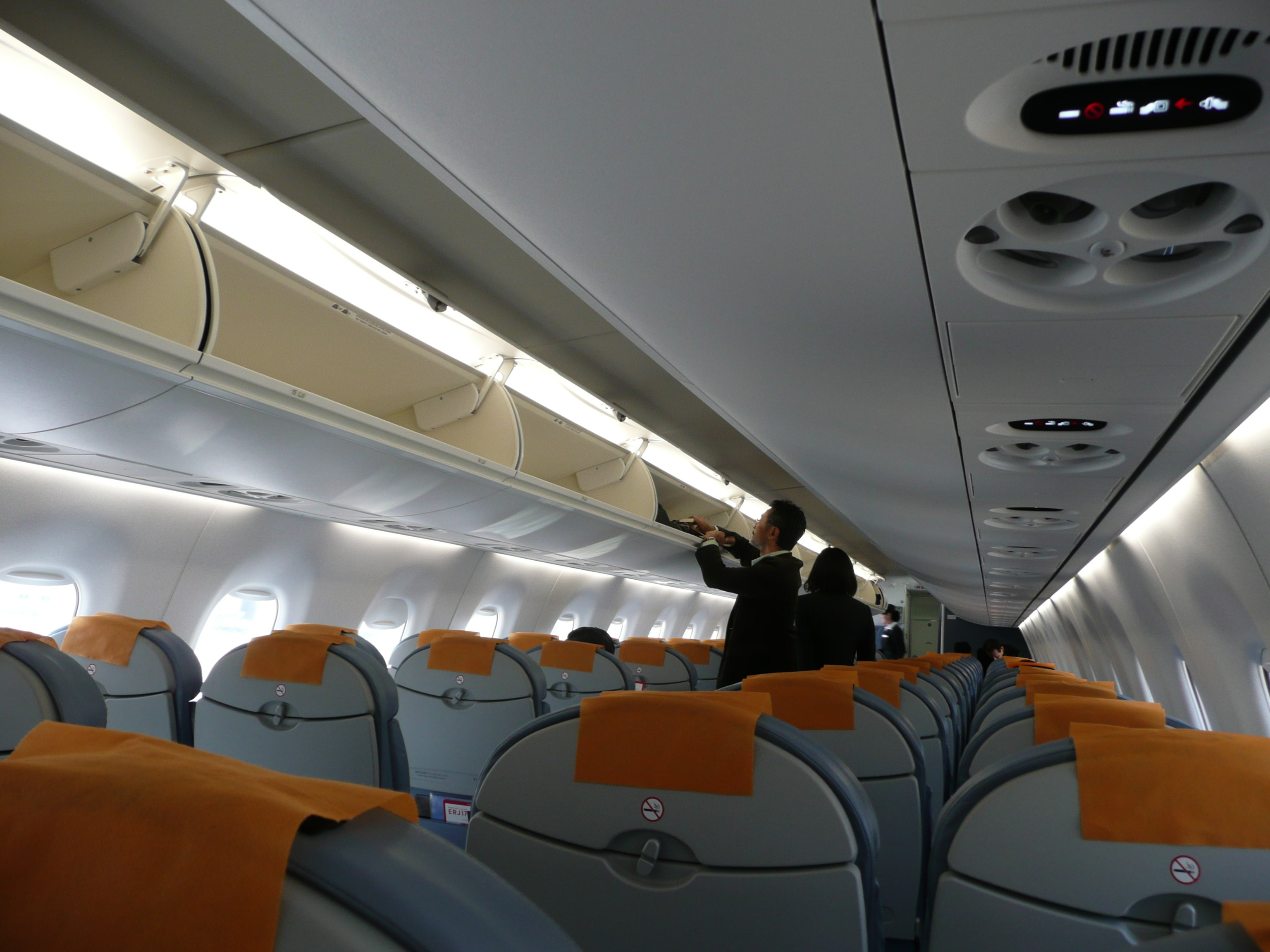

## 같이 보기
- 아마쿠사 항공
- 오리엔탈 에어 브릿지
- 홋카이도 에어 시스템